# CES (무역 박람회)

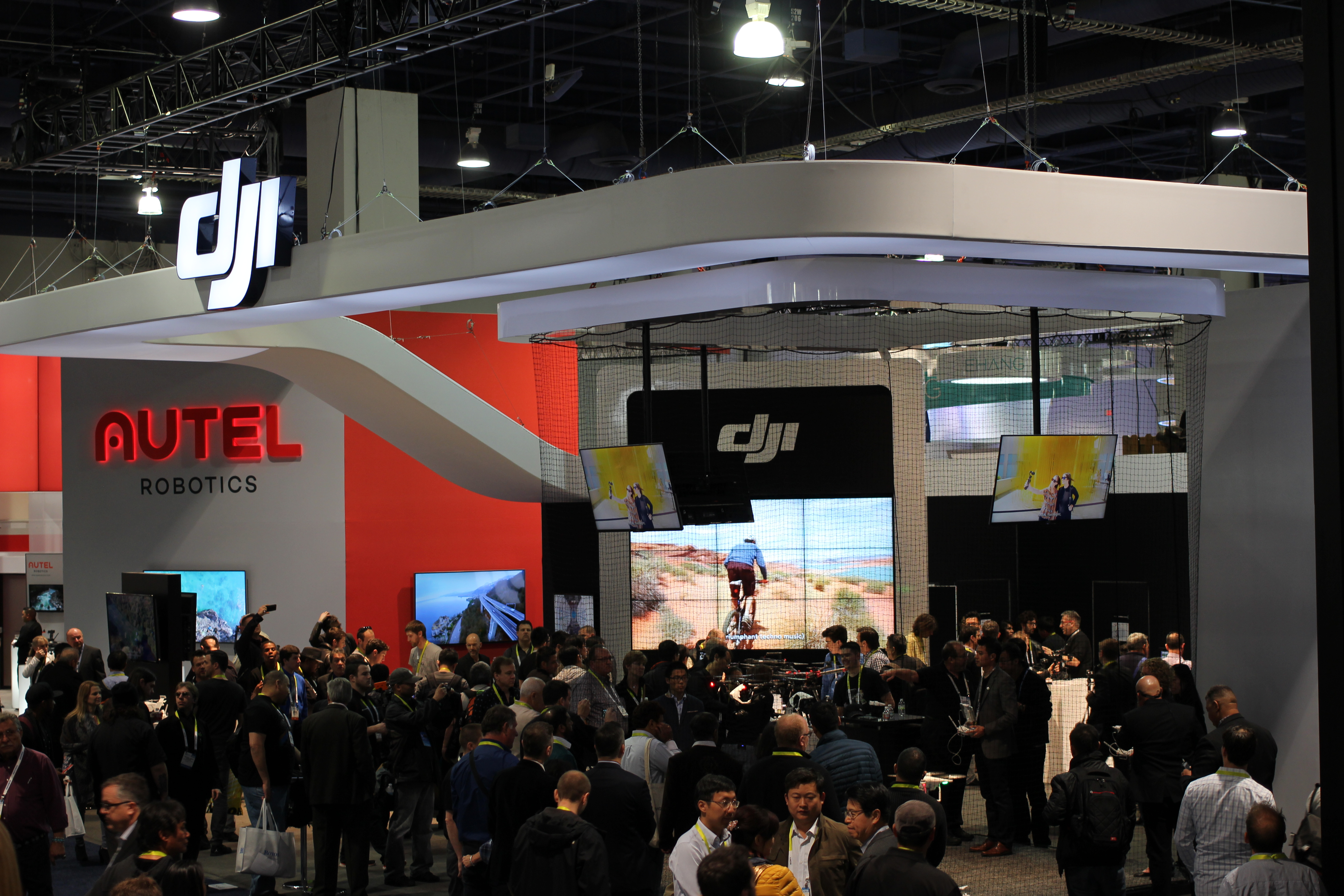
CES 2016에 참석한 사람들

CES(Consumer Electronics Show, 소비자 가전 전시회)는 소비자 기술 협회(CTA)가 주최하는 연례 무역 박람회이다. 미국 네바다주 윈체스터의 라스베이거스 컨벤션 센터에서 1월에 열리는 이 행사에서는 일반적으로 소비자 가전 산업의 신제품 및 기술이 발표된다.

## 역사

2000년부터 2024년까지 사용된 CES 로고

제1회 CES는 1967년 6월 뉴욕에서, 소비자 가전 전시의 주요 행사였던 시카고 음악 전시회에서 분리된 형태로 개최되었다. 행사에는 17,500명의 참석자와 100개 이상의 전시업체가 참여했으며, 개막 연설자는 밥 갈빈 모토로라 회장이 맡았다. 이후 1978년부터 1994년까지는 매년 두 번 개최되었는데, 1월에는 라스베이거스에서 동계 소비자 가전 전시회(WCES)로, 6월에는 시카고에서 하계 소비자 가전 전시회(SCES)로 분산 개최되었다. 1995년에는 SCES의 인기가 시들해지자 주최측은 그해부터 펜실베이니아 컨벤션 센터에서 예정된 필라델피아 전시회를 시작으로 다른 도시들을 순회하는 실험을 하기로 결정하였다. 하지만 5월에 서해안에서 열릴 예정이었던 제1회 E3 게임 쇼가 경쟁 심화의 원인이 되어 필라델피아 하계 CES 쇼가 취소되었고, 1996년 동계 전시회는 다시 1월 라스베이거스에서 개최되었다.
이후 1998년부터 행사는 1년에 한 번 라스베이거스에서 열리는 형식으로 변경되었고, 현재까지도 라스베이거스에서 열리는 규모가 큰 행사 중 하나에 해당한다. 설치부터 관람, 해체까지 최대 18일이 걸린다.

## 목록

### 1960년대

#### 1967년
첫 CES는 1967년 6월 24일부터 28일까지 뉴욕에서 개최되었다. 200개의 전시업체가 힐튼 및 아메리카나 호텔에서 4일 동안 17,500명의 방문객을 유치했다. 또한 집적 회로가 장착된 포켓 라디오와 TV도 전시되었다.

### 1970년대

#### 1970년
1970년 CES에서 필립스는 최초의 가정용 VCR인 N1500 비디오카세트 레코더를 공개했다. 그 전까지 VCR은 5만 달러 이상으로 주로 TV 방송국에서 사용되었지만, 튜너가 내장된 필립스 모델은 단 900달러였다.

#### 1976년
1976년 동계 CES는 1월 7일부터 9일까지 시카고 콘래드 힐튼 호텔에서 열렸다. 쇼 가이드에 따르면 비디오(텔레비전 수신기 및 비디오 시스템 패널 포함), 오디오(CB 라디오, 라디오, 오디오 컴팩트, 오디오 구성 요소 및 테이프 장비 패널 포함), 계산기 및 시계 영역(별도 구성 요소 컨퍼런스로 간주)이 포함되었다. 연설자로는 FTC의 조안 번스타인(Joan Bernstein)의 "보증법 – 그 현황과 영향"과 FCC의 리처드 M. 스미스(Richard M. Smith)의 "시민 대역 라디오 규제"가 있었다.
1976년 하계 CES는 또한 6월 13일부터 16일까지 시카고 매코믹 플레이스에서 개최되었다.

#### 1977년
아타리 VCS는 1977년 CES에서 처음으로 공개되었다.

#### 1979년
1979년 동계 CES는 1월 라스베이거스에서 개최되었다. 아타리 400 및 800 컴퓨터가 소개되었다. 빌 게이츠는 처음으로 CES에 참석하여 애플 II용 최초의 베이직 컴파일러를 소개했다. 텍사스 인스트루먼트는 TI-99/4를 선보였다.
1979년 하계 CES는 6월 3일부터 6일까지 시카고 매코믹 플레이스에서 개최되었다. 쇼 가이드에 따르면 개인 통신, 소매 광고, 프로모션 및 매장 배치, 수출, 비디오, 오디오, 자동차 오디오/전화 판매, 그리고 대규모 소매 판매 및 판매 관리 분과 세션이 포함되었다.

### 1980년대

#### 1981년
1981년 CES에서 필립스와 소니그룹은 공동으로 개발한 CD 플레이어를 선보였다.

#### 1982년

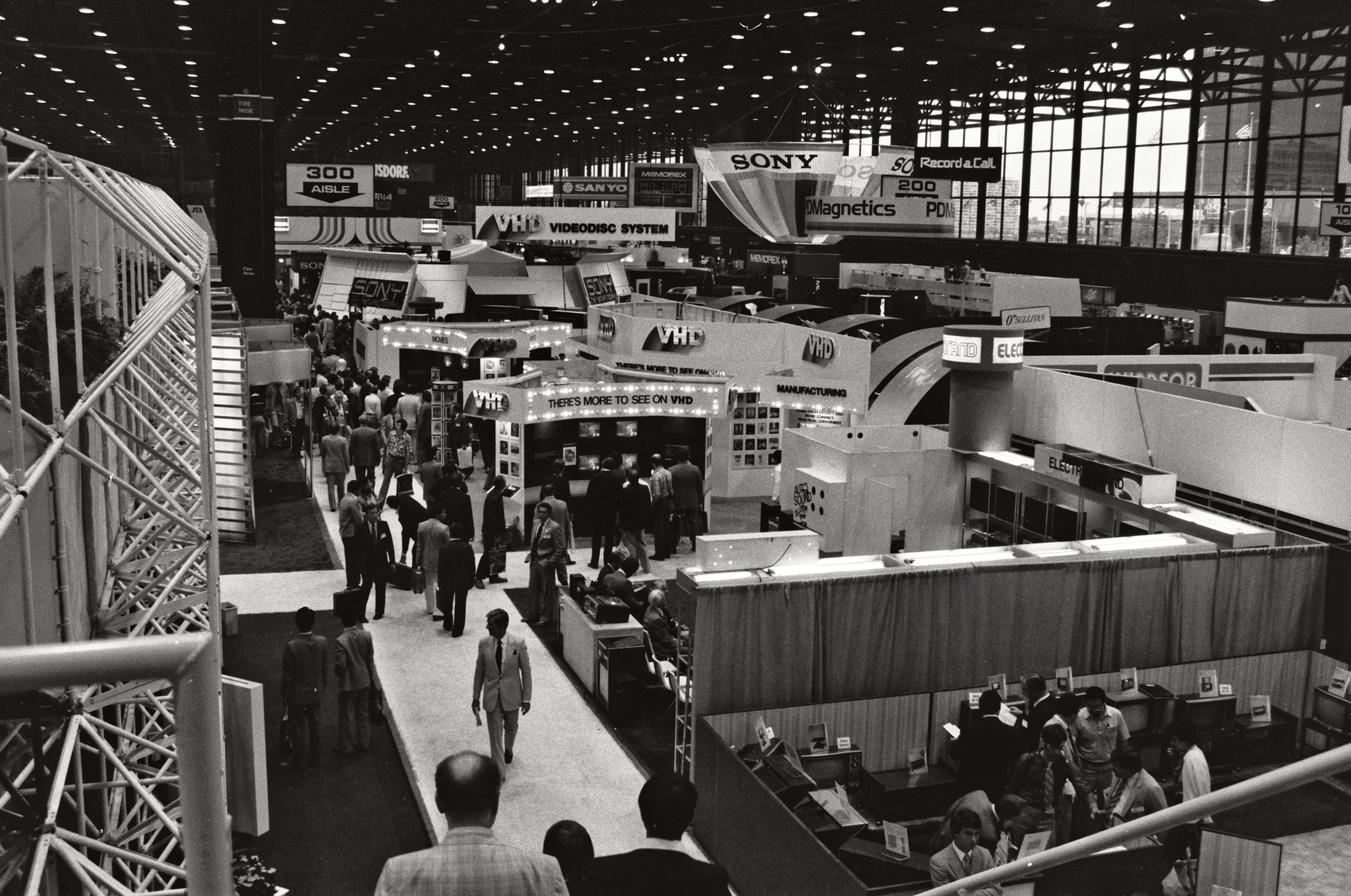
시카고 매코믹 플레이스에서 열린 1982년 하계 CES의 전시장

시카고 매코믹 플레이스에서 열린 1982년 하계 CES에서는 코모도어 64와 제너럴 컨슈머 일렉트로닉스의 벡트렉스가 처음으로 공개되었다.

#### 1983년
1983년, 하계 CES는 시카고 매코믹 플레이스에서 개최되었고, 코레코 아담과 아타리 600XL이 소개되었다.

#### 1984년
아미가는 1984년 하계 CES에서 처음으로 대중에게 공개되었다. 또한 일본 재즈 퓨전 아티스트 료 가와사키는 가와사키 신시사이저 시연을 위해 코모도어 64로 연주했다.

#### 1985년
1985년 하계 CES에서 닌텐도는 패밀리컴퓨터의 미국 버전인 패밀리컴퓨터 (NES)를 공개했는데, 랜스 바(Lance Barr)가 재설계한 새로운 케이스와 "제로 인서션 포스" 카트리지 슬롯을 특징으로 했다.

#### 1988년
비디오 게임 테트리스는 1988년 하계 CES에서 미국에 처음 공개되었다.

### 1990년대

#### 1990년
존 매든 풋볼 게임은 1991년 CES에서 공개되었다.

#### 1991년
동계 CES에서는 게임 기어가 공개되었다.
하계 CES에서 소니는 그린북 기술 또는 CD-i를 통합한 내장 CD-ROM 드라이브를 갖춘 슈퍼 패미컴을 공개했으며, 이를 "플레이 스테이션"(SNES-CD라고도 함)이라고 불렀다. 그러나 CES에서 발표한 다음 날, 닌텐도는 소니와의 파트너십을 파기하고 같은 기술을 사용하면서도 필립스와 함께하기로 결정했다고 발표했다. NEC의 PC 엔진, 메가 드라이브, SNK의 네오지오용 게임들이 주목을 받았다.

#### 1992년
동계 CES는 라스베이거스에서 개최되었다. 이 쇼의 주요 비디오 게임은 SNES용 스트리트 파이터 II: 더 월드 워리어였다. 시카고에서 열린 하계 CES는 비디오 게임 제품이 주를 이루었으며, 애플은 뉴턴 메시지패드를 공개했다. 필립스의 콤팩트 카세트 아날로그 오디오 테이프 시스템의 대체품으로 겨냥된 두 경쟁 디지털 시스템을 위한 첫 번째 레코더가 소개되었다. 소니가 만든 미니디스크와 필립스 및 마쓰시타가 만든 디지털 콤팩트 카세트 (DCC)가 그것이다.

#### 1993년
1회성 실험으로 1993년 하계 CES는 일반 대중에게 개방되었다.
이 시기 주요 발표 내용은 다음과 같다.
- 캡콤은 북미에서 처음으로 록맨 X를 공개했다.[26][27][28][29] 3DO 인터랙티브 멀티플레이어가 발표되었다. 미니디스크도 발표되었다.

#### 1994년
AT&T는 동계 CES에서 프로토타입 AT&T 3DO 장치를 전시했다.

#### 1998년
1998년 CES는 급부상하는 DVD 형식의 플레이어들이 지배했으며, 다양한 기능과 가격대가 선보였다. DIVX 형식도 전시되었지만, 상대적으로 주목을 받지 못했고 DIVX 플레이어를 전시한 회사는 없었다.

### 2000년대

#### 2001년
마이크로소프트와 회장 빌 게이츠는 엑스박스 콘솔과 컨트롤러의 최종 디자인을 공식적으로 공개했다. 충전식 배터리 재활용 공사(RBRC)는 모든 소비자용 충전식 배터리(니켈 금속 수소화물(Ni-MH), 리튬 이온(Li-Ion), 소형 VRLA(SSLA/Pb)를 포함)로 Charge Up to Recycle! 프로그램을 확대한다고 발표했다.

#### 2002년
마이크로소프트는 CES 2002에서 윈도우 XP 미디어 센터 에디션의 미리보기 버전을 시연했다.

#### 2003년
메모리 스틱 프로는 소니와 샌디스크의 공동 노력으로 소개되었다. 어도비는 디지털 사진을 가져오고, 정리하고, 편집하는 어도비 포토샵 앨범을 발표했으며, 전체 사진 컬렉션을 빠르고 쉽게 검색하고 공유할 수 있도록 했다. 펜탁스는 옵티오S 디지털 카메라를 발표했다. 소니는 첫 DVD 핸디캠 캠코더를 출시했다. 올림푸스는 방수 금속 바디 올림푸스 뮤 U10D, S300D, u300D 및 400 디지털 카메라를 발표했다.

#### 2004년
마이크로소프트의 휴대용 미디어 플레이어 (PMC) 기반의 첫 핸드헬드 비디오 플레이어가 소개되었다. 당시 휴대용 비디오 플레이어가 없었던 애플의 아이팟 라인에 대한 도전으로 여겨졌다. 크리에이티브 테크놀로지는 PMC 기반의 플레이어를 처음으로 선보일 계획이었다.
디지털 비디오 레코더 (DVC)는 2004년 쇼에서 매우 많았으며, HDMI 인터페이스도 마찬가지였다.
블루레이 그룹은 2004년 4월 CES에서 블루레이 디스크 포맷을 홍보하기 위한 첫 미국 기자 회견을 열었다.

#### 2005년
2005년 CES는 2005년 1월 6일부터 9일까지 라스베이거스 컨벤션 센터에서 열렸다. 행사는 마이크로소프트 회장 빌 게이츠의 기조연설이 메모리 부족 오류로 이어지면서 엑스박스 360 시연이 잘못되어 관중들의 웃음을 자아냈다.
삼성그룹은 102-인치 (2.6 m) 플라스마 텔레비전을 선보였다.
짐티(Zimiti) 사(2007년 보드버그(Boardbug) 사로 사명 변경)는 개인 전자제품 부문에서 "최고 혁신상"을 수상했다. 이 회사는 이 상을 수상한 유일한 영국 회사이다.

#### 2006년
2006년 전시는 2006년 1월 5일부터 8일까지 라스베이거스 컨벤션 센터, 샌즈 컨벤션 센터, 알렉시스 파크 호텔, 라스베이거스 힐튼 호텔에서 열렸다. HDTV는 빌 게이츠의 기조연설을 비롯한 많은 제조업체 연설의 중심 주제였다. HD DVD와 블루레이 디스크 간의 표준 경쟁이 두드러졌으며, 첫 HD 영화 출시와 첫 HD 플레이어들이 쇼에서 발표되었다. 필립스는 화면이 몇 달 동안 이미지를 유지할 수 있는 말 수 있는 디스플레이 프로토타입을 선보였다. 힐크레스트 랩스(Hillcrest Labs)는 자연스러운 제스처로 TV를 제어할 수 있는 소프트웨어 및 하드웨어로 비디오 액세서리 부문 "최고 혁신상"을 수상했다. 15만 명 이상의 인원이 167만 순 평방 피트의 공간에 참석하여 미국에서 가장 큰 전자 제품 행사가 되었다.

#### 2007년
최근의 전통과는 달리 2007년 CES 전시는 목요일에 시작되지 않았고 주말까지 이어지지 않았다. 2007년 1월 8일부터 11일까지 월요일부터 목요일까지 진행되었다. 장소도 약간 변경되어 고성능 오디오 및 홈 시어터 엑스포는 알렉시스 파크에서 더 베네시안으로 옮겨졌다. 나머지 장소는 전년과 동일했다. 라스베이거스 컨벤션 센터는 행사의 중심이었고, 인접한 라스베이거스 힐튼과 샌즈 엑스포 컨벤션 센터는 위성 전시를 개최했다.
주요 기조연설 장소도 2007년의 주요 변화였다. 이전에는 라스베이거스 힐튼의 메인 시어터에서 열렸지만, 처음으로 더 베네시안의 팔라초 볼룸에서 개최되었다. 빌 게이츠는 일요일 저녁에 아홉 번째 사전 쇼 기조연설을 했다. 개막 기조연설은 게리 샤피로(행사를 주최하는 미국 가전협회(Consumer Electronics Association)의 사장/CEO)와 모토로라 회장/CEO인 에드 잰더가 발표했다. 예정된 다른 기조연설 연사로는 월트 디즈니 컴퍼니의 로버트 아이거, 델 사의 설립자 마이클 델, CBS (미국의 방송사)의 레슬리 문브스가 포함되었다.
마지막으로, 산업 내부자 발표는 라스베이거스 힐튼으로 옮겨져 노키아의 CEO 올리페카 칼라스부오와 시스코 시스템즈의 CEO 존 챔버스의 기여를 받았다.
윈도우 비스타와 DirectX 10의 게임 섹션에서는 에이지 오브 코난과 크라이시스 두 게임이 시연되었다.

#### 2008년
2008년 전시는 2008년 1월 7일부터 10일까지 라스베이거스에서 141,150명의 참석자와 함께 열렸다. 빌 게이츠는 기조연설에서 마이크로소프트에서의 일상 업무에서 은퇴한다고 공식적으로 발표했다. 발표와 함께 그는 제이Z, 스티븐 스필버그, 버락 오바마, 힐러리 클린턴 등 유명 인사, 영화 감독, 정치인들의 카메오 출연을 포함하여 마이크로소프트에서의 마지막 날이 어떨지에 대한 긴 코미디 스킷을 선보였다.
파나소닉은 150인치 플라스마 TV와 0.46인치(11.6mm) 두께의 50인치 TV를 출시하여 큰 주목을 받았다.

#### 2009년
2009년 전시는 2009년 1월 7일부터 10일까지 개최되었고, 113,085명의 참석자를 유치했다. 2,700개 이상의 전시업체 중 약 300개가 처음으로 참가한 업체였다.
주요 하이라이트로는 유기 발광 다이오드 (OLED) 텔레비전, 팜 프리, 마텔 마인드플렉스 게임(MindFlex Game), 피코 프로젝터, 마벨 시바플러그 플러그 컴퓨터, 그리고 3D 프로젝터가 있었다.
세계 최초의 스테레오스코픽 3D 소비자 스테레오 웹캠으로 알려진 미노루 3D 웹캠은 "팬스 페이버릿" 상을 수상했다. 델은 델 아다모 서브노트북을 선보였다.
게임 쇼인 제퍼디!는 소니 부스의 새로운 세트에서 연예인 시리즈와 2009년 챔피언스 토너먼트 에피소드 하나를 촬영했다. 이 세트는 쇼의 26번째 시즌부터 29번째 시즌까지 소니 픽처스 스튜디오의 메인 스튜디오로 옮겨졌다.
CES 2009는 대침체로 인해 참석자가 최소 22% 감소했다.

### 2010년대

#### 2010년

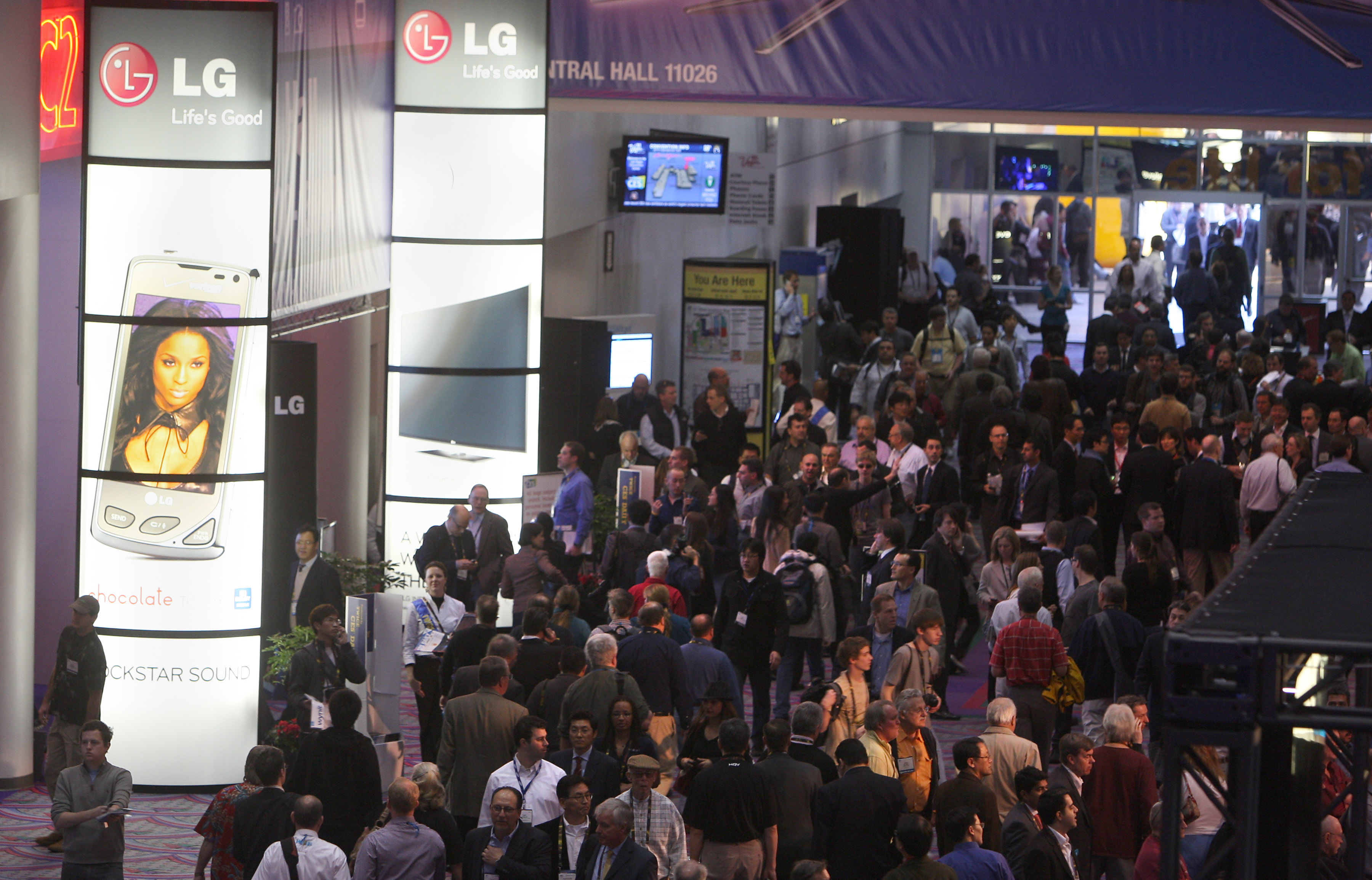
CES 2010의 LG전자 전시 부스 근처의 참석자들

2010년 전시는 2010년 1월 7일부터 10일까지 열렸으며, 12만 명 이상의 참석자를 유치했다.
주요 하이라이트로는 인텔 코어 i7 프로세서로 구동되는 인텔 인포스케이프(Intel Infoscape)가 있다. 한 컴퓨터는 두 대의 7-피트 (2.1 m) 화면을 구동하며, 20개의 라이브 비디오 피드를 포함하여 2만 개의 정보원에 연결된 576개의 큐브를 표시했다. 방문객이 큐브를 터치하면 해당 콘텐츠를 표시하는 정보 상자가 나타났다. 한 기자는 다음과 같이 설명했다. "거대한 화면의 그래픽은 믿을 수 없을 정도로 빠르고 부드러운 움직임으로 이동하는 것이 매우 재미있었으며, 전체적으로 매우 반응성이 좋았다. 미래를 엿보는 것 같았고, 영화 마이너리티 리포트에 나오는 컴퓨터 화면과 매우 유사했다. 우리가 CES 2010에서 본 가장 화려한 데모였다." 마찬가지로 인상 깊게도 패럿(Parrot)은 아이폰으로 와이파이를 통해 비디오를 스트리밍하는 원격 조종 비행 장난감인 패럿 AR.Drone의 첫 프로토타입을 선보였다.
2010년 지속 가능한 지구(Sustainable Planet)는 40% 성장했다.

#### 2011년
2011년 전시는 2011년 1월 6일부터 9일까지 열렸다. CESWEB은 사전 감사 수치에 따르면 128,949명의 참석자가 있었다고 보고했다.
2011년 쇼에서는 모토로라 줌 태블릿과 같이 많은 태블릿이 소개되었으며, 이 태블릿은 쇼 최고상을 수상했고, 안드로이드 허니콤을 실행했다. LG 레볼루션, 삼성 인퓨즈 4G, HTC 선더볼트, 소니 에릭슨 엑스페리아 아크, 모토로라 CLIQ 2, Motorola Droid Bionic, 모토로라 아트릭스 등 많은 4G 휴대폰도 공개되었다. 모바일 기기 시장 진출을 위해 마이크로소프트는 ARM 기반 기기에서 실행되는 차기 윈도우 운영체제의 초기 버전을 시연했다.
미쓰비시의 2011년 극장 크기 3D 홈 시네마 TV 라인업의 92인치 모델과 같이 많은 거대 기업들이 3D TV를 선보였다. 도시바도 안경 없는 4K 3D TV 프로토타입을 공개했다. 삼성그룹은 D8000이라는 플라스마 3D HD TV 시리즈를 발표했으며, LG전자는 인피니아 나노 시리즈의 LED 3D TV를 선보였다.
디스커버리 커뮤니케이션즈, 소니그룹, IMAX가 공동 소유한 3DTV 채널인 3net이 미리 공개되었다.

#### 2012년
2012년 전시는 2012년 1월 8일부터 13일까지 열렸다. 마이크로소프트는 CES 2012가 마이크로소프트의 마지막 행사 참여가 될 것이라고 공식 성명을 발표했다. 주최측은 2012년 쇼에 153,000명이 참석하여 전년 대비 2% 증가했으며 역대 최고 참석 기록을 세웠다고 주장했다. 인텔은 새로운 아이비브리지 (마이크로아키텍처) 프로세서 시연을 위조하다 적발되었다. AMD는 새로운 트리니티 APU를 시연했다.
AMTC는 Inview Technology Ltd 플랫폼을 특징으로 하는 'Tier-2' CE 제품('미들웨어')을 시연했다. 인뷰(Inview)는 낮은 처리량과 메모리 풋프린트로 인해 연결된 TV 기능을 저렴한 비용으로 사용할 수 있으며, 소프트웨어는 로열티 없이 제공된다고 주장했다. 패럿(Parrot)은 스타크(Starck)의 패럿 ZIK이라는 "세계에서 가장 진보된 헤드폰"을 선보였다.
이 해는 Photo Marketing Association이 CES와 함께 연례 무역 박람회를 개최한 첫 해이기도 하며, PMA 쇼는 PMA@CES로 브랜드화되었다.

#### 2013년
2013년 국제 CES는 목요일에 시작하는 대신 2013년 1월 8일부터 11일까지 화요일부터 금요일까지 미국 네바다주 라스베이거스의 라스베이거스 컨벤션 센터에서 열렸다. 3,000개 이상의 전시업체가 올해 다양한 혁신적인 제품을 선보였다. CES 2013은 퀄컴의 엄청난 개막으로 유명했다. 올해 카테고리에는 3D, 액세서리, 오디오, 자동차 전자제품, 임베디드 기술, 라이프스타일 전자제품, 무선 및 무선 기기 등이 포함되었다. 그러나 2013년 국제 CES는 최신 제품 발표보다는 모션 감지 센서, 무인 자동차 및 디지털 홈 안전 및 기술과 같이 디지털 세계에 곧 닥칠 근본적인 변화에 대해 많은 언론의 주목을 받았다.
이번 판의 주요 발표 내용은 다음과 같다.
- 삼성그룹은 멀티뷰 TV와 플렉서블 OLED 디스플레이 유움(Youm)을 공개했다.[88][89]
- 소니그룹은 소니 엑스페리아 Z 스마트폰을 발표했으며, 삼성그룹은 갤럭시 S2 플러스 스마트폰을 발표했다.
- 소니그룹은 TRILUMINOS 퀀텀닷 디스플레이 기술을 발표했다.
- 퀄컴은 모바일 폰에 4K 녹화 기능을 제공할 수 있는 스냅드래곤 600 및 800 프로세서를 공개했다.[90]
- 인텔은 임베디드 시장용 아톰(ATOM) 프로세서와 베이 트레일(Bay Trail)을 공개했다.[91]
- 파나소닉은 다양한 스마트 TV를 발표했다. 파나소닉의 스마트 비에라(Smart Viera) HDTV 라인업에는 16개의 플라스마와 16개의 LED가 포함된다.[92]
- 레이저(Razer)는 레이저 에지(Razer Edge) 태블릿 PC를 발표했다.[93]
- 엔비디아(Nvidia)는 안드로이드 핸드헬드 프로젝트 쉴드(Shield)를 발표했다.[94]
- 리서치 인 모션(Research In Motion)은 블랙베리 10 터치스크린 폰을 선보였다.[95]

#### 2014년
2014년 국제 CES는 2014년 1월 7일부터 10일까지 미국 네바다주 라스베이거스의 라스베이거스 컨벤션 센터에서 개최되었다. 첫 라이파이 스마트폰 프로토타입이 쇼에서 공개되었다. 이 스마트폰은 선파트너(SunPartner)의 Wysips CONNECT를 사용하는데, 이는 빛 파동을 사용 가능한 에너지로 변환하는 기술로, 휴대폰이 배터리를 소모하지 않고 신호를 수신하고 디코딩할 수 있게 한다. 이 휴대폰은 또한 투명한 광전지 화면을 가지고 있어 빛으로 휴대폰을 충전할 수 있다.
LG전자는 웹OS 스마트 TV와 새로운 77인치 곡면 OLED 울트라 HD TV를 선보였다.
삼성그룹은 두 시리즈의 오목한 TV를 포함한 곡면 TV를 공개했다.
ProtectCELL은 아이폰 5S 및 5C, 아이패드 에어, 아이패드 미니 2, 갤럭시 S4를 포함한 모든 주요 기기에 대한 종합적인 모바일 보호 계획을 선보였다. 블랙베리를 블렌딩하는 시연을 통해 ProtectCELL은 모든 손상을 보장함을 입증했다.
AMD 발표에서는 (다른 것들 외에도) 스팀롤러(Steamroller) 아키텍처의 Kaveri CPU, 이종 시스템 아키텍처 (HSA) 라인업 및 이를 기반으로 구축할 의도, 몰입형 경험, 맨틀, 그리고 AMD 트루오디오가 언급되었다.
인텔의 기조연설에서 CEO는 기술이 개선될 수 있는 세 가지 영역, 즉 삶, 일, 놀이에 대해 이야기했다. 그는 또한 SD 카드 형식의 SoC인 인텔 에디슨을 발표했다.
페블은 얇은 본체, 촉각 금속 버튼, 코닝 고릴라 글라스를 특징으로 하는 페블 스틸 스마트워치를 발표했다.
쇼에서 공개된 레이저 다이오드는 아우디 차량의 하이빔 헤드라이트에 사용될 예정이다. 하이빔은 레이저지만 로우빔은 발광 다이오드가 될 것이다. 자동차 제조업체는 하이빔이 500미터 범위로 LED 하이빔 거리의 약 두 배라고 말한다. 하지만 레이저는 비싸다. 레이저는 LED 헤드램프보다 작고 밝으며 에너지 효율적이다. 레이저 헤드램프는 LED 에너지의 절반 미만을 사용한다. 레이저 다이오드는 170 루멘/와트를 방출할 수 있지만 LED는 100 루멘만 생성한다. 레이저는 열에 민감하지만 그렇다고 해서 차량용 생산이 중단되지는 않았다. 레이저 기술은 수십 년 동안 존재해 온 LED에 비해 아직 발전이 더디다.

#### 2015년
2015년 국제 CES는 2015년 1월 6일부터 9일까지 미국 네바다주 라스베이거스의 라스베이거스 컨벤션 센터에서 개최되었다. 2015년 CES는 3,600개의 전시업체와 170,000명의 전문/산업 참석자로 역사상 가장 큰 규모였다고 보고되었다.

#### 2016년
2016년 CES는 2016년 1월 6일부터 9일까지 라스베이거스에서 개최되었으며 3,600개 회사가 참석했다. 라스베이거스 컨벤션 센터, 웨스트게이트 라스베이거스 리조트 & 카지노, 샌즈 엑스포 & 컨벤션 센터 등 CES 2016의 장소는 행사용으로 240만 평방 피트 이상이 사용되었다. 2016년 행사에서는 가방 전면 검색과 전술 장비를 착용한 경찰관 및 수색견 등 보안이 눈에 띄게 강화되었다.
2016년에는 Tech for a Better World 부문에서 단 22개의 CES 혁신상 수상자가 있었다. 여기에는 Advanced Ordnance Teaching, Clinical Bidet, Ossia의 Cota 무선 전력 기술, eFit, eGeeTouch Smart Fingerprint-NFC Luggage Lock, Eye Tribe Tracker Pro, homnistat, Hydrao, Jacoti Hearing Suite, K-1 Assistive Device, Luminon, MATRIX, Netatmo Presence, Noke U Locke, Owlet Baby Monitor, PanaCast 2, RemoPill, SCiO, Smart Air Purifier, The New Kano, Whirlpool Smart Top Load, ZPower가 포함되었다.
2016년 CES에서 가장 기대되는 기술 중 하나는 Energous, Ossia, WiTricity와 같은 회사들이 선보인 무선 소비자 기기 충전, 즉 "무선 전력"이었다.

#### 2017년
CES 2017은 2017년 1월 5일부터 8일까지 라스베이거스에서 개최되었다. 쇼의 엄격한 보안에도 불구하고 레이저의 트리플 스크린 게이밍 노트북 프로토타입 2대가 쇼 기간 중 도난당했다. 레이저의 공동 설립자이자 최고경영자인 민량 탄은 이 사건을 "산업 스파이 행위"로 간주하고 있다고 말했다. 레이저 대변인은 범죄에 관련된 사람의 "신원 확인, 체포 및 유죄 판결"로 이어지는 "원래 정보"에 대해 25,000달러를 제공하고 있다고 말했다.

#### 2018년
CES 2018은 2018년 1월 9일부터 12일까지 미국 네바다주 라스베이거스에서 개최되었다. 아마존, 엔비디아, 구글 등 많은 회사들이 이 행사에 참여했다.
소니의 아이보(Aibo) 반려 로봇의 최신 모델이 이곳에 전시되었으며, 2018년의 주목할 만한 아이템 중 하나로 평가되었다.
올해 CES 혁신상 부문은 31개였다. CES 최고 혁신상 수상자로는 사이렌 당뇨병 양말(Siren Diabetic Socks), 2018년 닛산 리프, 삼성그룹의 첫 소비자용 마이크로 LED TV, Wi-Charge의 장거리 무선 전력 기술, 인텔 무비디우스 뉴럴 컴퓨트 스틱(Intel Movidius Neural Compute Stick), 컨티넨탈 오토모티브 시스템즈(Continental Automotive Systems)의 3D 터치 서피스 디스플레이, 아이폴리 오토노머스 스토어 플랫폼(Aipoly Autonomous Store Platform), AMD 라이젠 스레드리퍼 1950X, 아마릴로(Amaryllo)의 AR4, A.I. 보안 카메라, 아이리버(IRIVER) 미디어 플레이어, 뱅앤올룹슨(Bang & Olufsen)의 베오사운드 셰이프(BeoSound Shape), 블루 프로그 로보틱스(Blue Frog Robotics)의 버디(BUDDY) 로봇, HP의 3D 카메라, 델 오션-바운드 플라스틱 포장 프로그램(Dell Ocean-Bound Plastics Packaging Program), 인튜이션 로보틱스(Intuition Robotics)의 엘리큐(ElliQ), 이더리얼 머신즈(Ethereal Machines)의 이더리얼 헤일로(Ethereal Halo), 인스트루먼트 01 세계 최초 차원 측정 기기, 켄싱턴 베리마크 지문 키(Kensington VeriMark Fingerprint Key), 랜시 스마트 스페이스 히터(Lancey smart space heater), LG전자 4K UHD 프로젝터, 라이트 L16 멀티 조리개 카메라(Light L16 multi-aperture camera), 룩시드 VR(Looxid VR), 마스 스마트 TWS 이어버드(MARS smart TWS earbuds), 스프로우텔(Sproutel)의 소셜 로봇, 누라 헤드폰(Nura headphones), 1MORE ComfoBuds Pro True Wireless In-Ear Headphones, 오토바이 운전자를 위한 NUVIZ 헤드업 디스플레이, 삼성그룹 패밀리 허브 3.0 냉장고, 트라이던트 3 아크틱 게이밍 콘솔(Trident 3 Arctic gaming console), 다이내믹스(Dynamic)의 월렛카드(WalletCard), WHILL 모델 Ci, 윌로우 웨어러블 유축기(Willow Wearable Breast Pump)가 포함되었다.
CES 2018을 기념하여 라스베이거스의 스트립 클럽은 세계 최초의 로봇 스트리퍼를 대중에게 공개하기로 결정했다.

#### 2019년

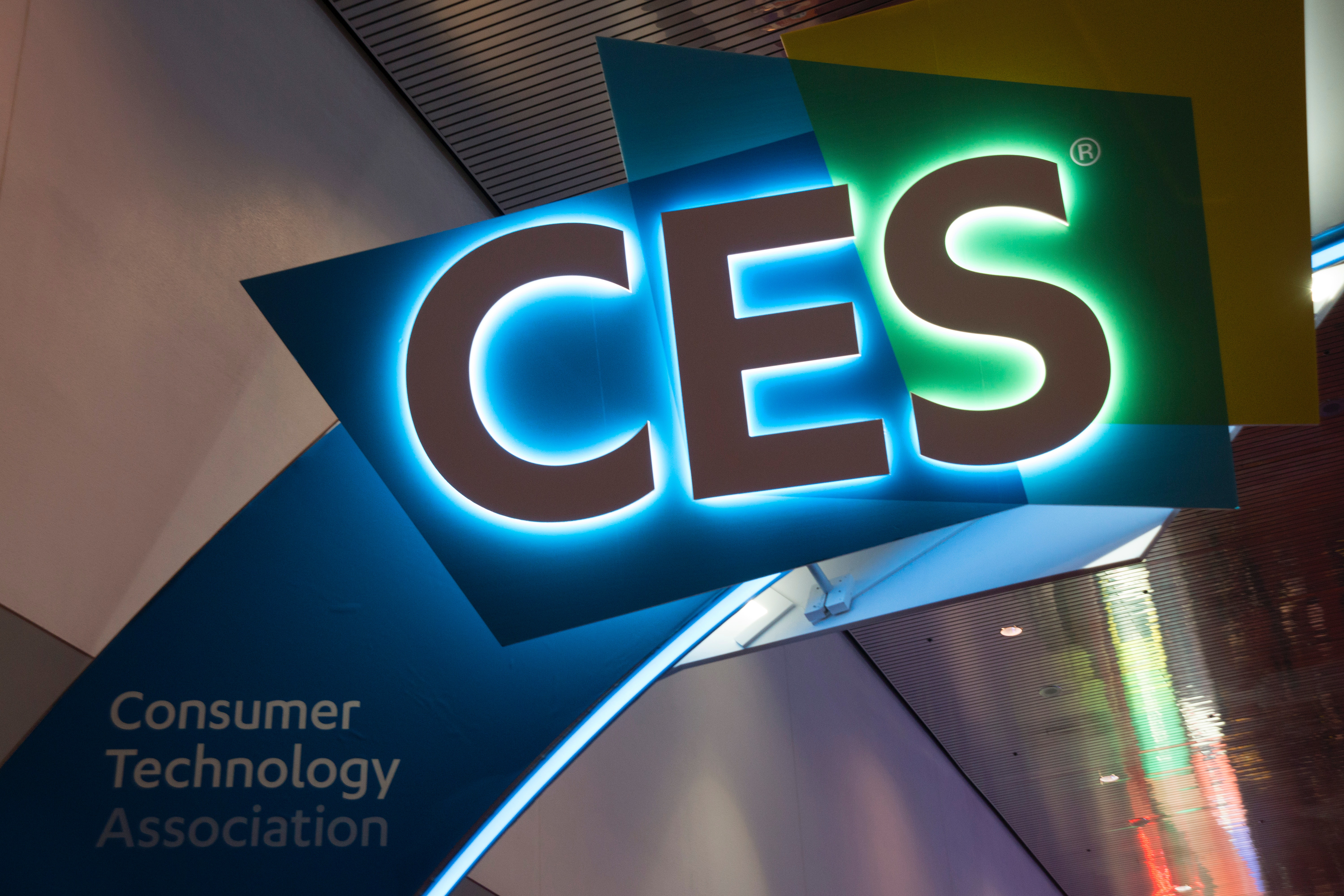
CES 2019에서 전시된 CES 로고

CES 2019는 2019년 1월 8일부터 11일까지 네바다주 라스베이거스 계곡에서 총 182,000명의 참석자와 4400개 이상의 회사가 참가하여 개최되었다. 존 디어가 이 행사에 참여했으며 메르세데스-벤츠는 쇼에서 2세대 CLA 클래스를 공개했다. 기술로 신장 위구르 자치구에서 인권 침해를 가능하게 했다는 혐의로 미국 정부의 제재를 받은 하이크비전과 아이플라이텍도 참석했다.
- 뉴스 컨퍼런스 (언론 전용) — 1월 6일–9일
- 테크 이스트, 테크 웨스트, 테크 사우스의 기조연설 및 컨퍼런스 프로그램 — 1월 7일–11일
- 테크 이스트와 테크 웨스트의 전시업체 — 1월 8일–11일
- ARLA의 C 스페이스 컨퍼런스 프로그램 및 전시회 — 1월 7일–10일

혼다는 이 쇼에서 자율 작업 차량과 P.A.T.H.(Predicting Action of The Human) 봇을 선보였다. 러시아의 검색 대기업 얀덱스는 자사의 자율 얀덱스 택시 서비스 시연으로 무료 무인 탑승을 제공하고 있다고 발표했다.
CES 혁신상 부문은 30개이다. CES 최고 혁신상 수상자로는 KitchenAid Cook Processor Connect, LG V40 ThinQ, Zumi RoboCar, Ring Spotlight Cam, 삼성그룹 2019 패밀리 허브, 그리고 2년 연속 2018 닛산 리프가 포함된다. 구글은 부스에 구글 어시스턴트 테마의 놀이기구를 설치했다.
특히 CES는 로라 디칼로(Lora DiCarlo)에게 수여된 여성 쾌락 기기에 대한 CES 혁신상 수상을 취소(나중에 번복됨)하기로 한 결정으로 인해 전 세계 페미니스트들로부터 많은 부정적인 언론 보도와 반발을 받았다. CES는 취소 이유로 "부도덕하거나, 음란하거나, 외설적이거나, CTA의 이미지에 부합하지 않는 제품은 실격 처리될 것"이라고 밝혔다. 이 상은 나중에 복원되었다.

### 2020년대

#### 2020년
제53회 CES는 2020년 1월 7일부터 10일까지 네바다주 라스베이거스에서 개최되었다. 애플은 1992년 이후 처음으로 CES에 참석했다.
자동차는 전기 자동차, 인포테인먼트, 텔레매틱스, 자율 기능 및 차량 공유에 중점을 두면서 CES의 주요 부분이 되었다. 심지어 주요 OEM도 이제 CES를 사용하여 새로운 자동차 기술을 대중에게 처음으로 소개하고 있다. 전자 제품과 관련된 자동차 산업 공급 업체들은 CES에 점점 더 많이 참여하고 있다. CES 2020에서는 특히 자율 주행 기술의 많은 공급 업체가 참여했다는 점이 눈에 띄었다. 메르세데스-벤츠는 영화 아바타에서 영감을 받은 미래의 컨셉트 카인 비전 AVTR을 선보였다. 소니그룹은 센서와 인포테인먼트용 소니 기술을 통합한 전기차 컨셉으로 CES 2020에서 가장 큰 놀라움을 선사했다. CES 2020에서 선보인 전기차 중 상당수는 Rivian, BYTON, Faraday Future 등 기존 OEM뿐만 아니라 스타트업에서도 1~2년 내에 생산에 들어갈 것으로 예상된다.
현대자동차와 우버는 CES 2020에서 수직 이착륙 기능과 180 mph의 4인승 용량을 특징으로 하는 100% 전기로 구동되는 비행 택시를 개발하기 위한 공동 이니셔티브를 발표했다. 이 파트너십은 공중 승차 공유를 위한 Uber Elevate 이니셔티브의 첫 번째 파트너십이다.
소비자 중심 인터넷 보안 스타트업인 Clario Tech Limited는 CES 2020에서 새로운 크로스 플랫폼 보안 애플리케이션을 출시하며 부스 #12055를 운영했다.
하이드라룹(Hydraloop)은 CES 2020에서 베스트 오브 베스트, 베스트 스타트업, 베스트 지속 가능 제품상을 수상했다.

#### 2021년
CES 2021은 코로나19 범유행으로 인해 전면 디지털 행사로 진행되었다.
쇼는 1월 11일부터 14일까지 진행되었다.
CES 경영진은 수만 명의 사람들을 지원할 수 있는 화상통화 플랫폼을 찾기 위해 수십 개의 플랫폼을 검토한 끝에 마이크로소프트 팀즈를 선택했다. 전시업체들의 경우 디지털 장소는 2월 15일까지 30일 동안 라이브 상태를 유지했다.
2021년 1월 12일, 빌리 아일리시는 라이브 디지털 공연을 선보였다. 라이언 시크레스트는 디지털 공연에 대해 논의하는 세션을 열고 빌리 아일리시와 두아 리파와 대담을 나누었다.

#### 2022년

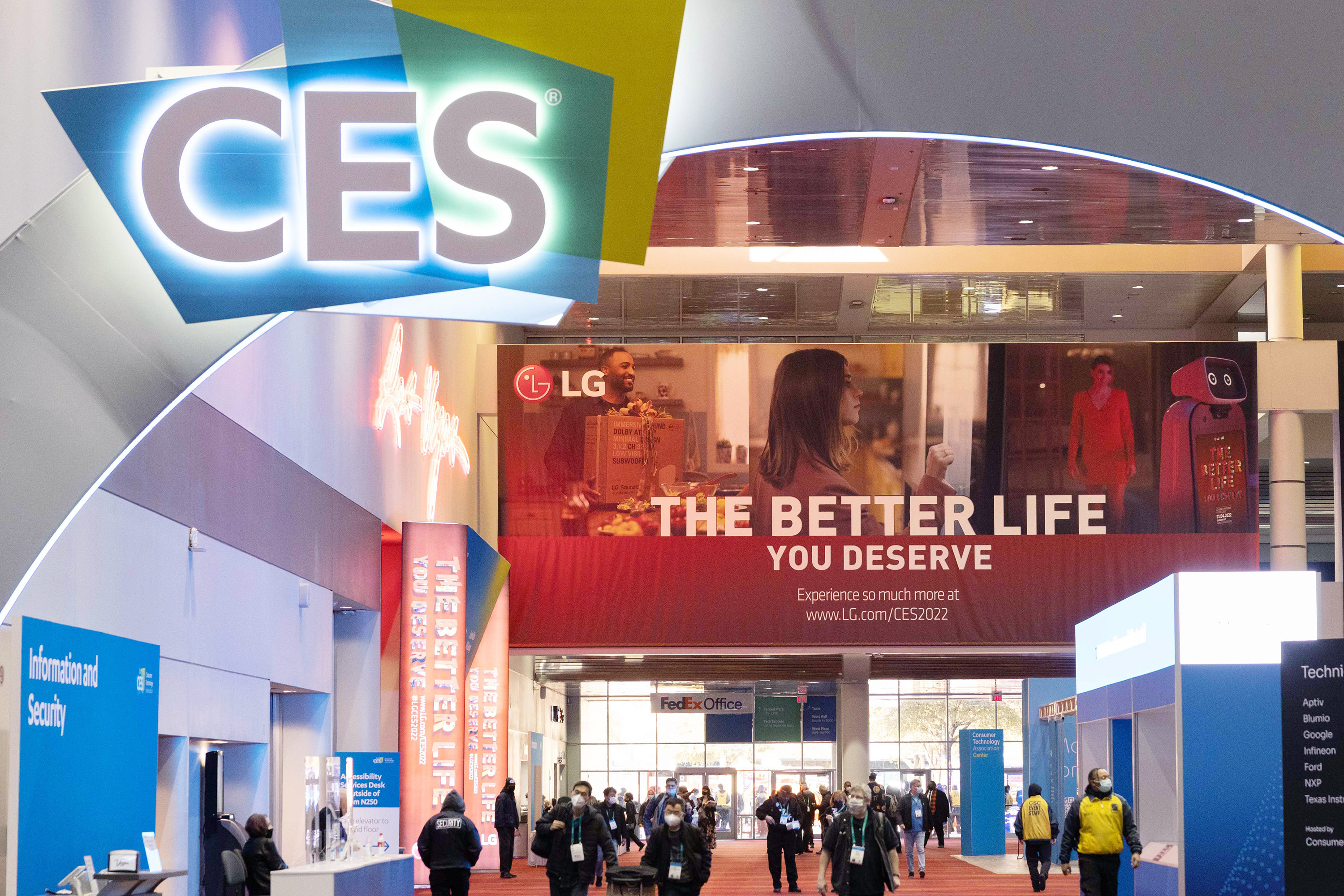
CES 2022 라스베이거스 컨벤션 센터 입구의 LG전자 광고판

쇼는 1월 5일부터 7일까지 진행되었다. 원래는 1월 8일까지 열릴 예정이었으나, Consumer Technology Association은 많은 기업들이 현장 행사에서 철수하면서 공중 보건 문제를 이유로 쇼를 하루 일찍 마감하기로 결정했다.
SARS-CoV-2 오미크론 변이 감염자 수 증가로 인해 인텔, 레노버, 틱톡, T-모바일, 아마존, 구글, 메타와 같은 많은 기업들이 가상으로만 참여하는 형태로 전환했다. 2021년 12월 25일 현재 42개 전시업체가 취소했는데, 이는 총 전시장 면적의 약 7%에 해당한다. 또한 더 버지, CNET, 엔가젯, 기즈모도, 테크크런치, 테크레이더 및 Tom's Guide와 같은 많은 주요 기술 출판사와 많은 기술 유튜브 채널은 원격으로만 쇼에 대해 보도했다.
제너럴 모터스(General Motors) CEO 매리 배라는 회사가 디지털 전용 형식으로 참여할 것이며, 쉐보레 실버라도 EV의 전기 버전을 공개하는 그녀의 기조연설은 원격으로 진행될 것이라고 말했다.
삼성전자는 맞춤형 가전제품인 비스포크 홈을 선보였다. 또한 마이크로 LED TV와 QD-OLED 패널을 공개했다. 벤츠는 새로운 전기 컨셉트 카 EQXX를 발표했다. 현대자동차 그룹은 로봇 공학과 메타버스를 결합한 메타 모빌리티 비전을 공개했다. 또한 개인 모빌리티, L7, 스팟, 모베드(MobED)를 공개했다. BMW는 차량 외관 색상을 변경하는 전자종이를 사용하는 iX 플로우를 공개했다. 베트남 빈그룹의 계열사인 빈패스트도 전기 SUV인 VF 5, VF 6, VF 7, VF 8 및 VF 9와 4개의 전기자전거 모델을 선보였다. 오시아(Ossia)는 하템 제인(Hatem Zeine)이 발명하고 특허를 받은 무선 전력 기술을 활용한 코타 파워 테이블(Cota Power Table)을 선보였으며, 코타는 모바일 기기 및 액세서리 부문에서 2022년 CES 혁신상을 수상했다.

#### 2023년
CES 2023은 1월 5일부터 8일까지 개최되었으며, 115,000명이 참석했다.

##### 양산차
- Cenntro Logistar 300[151]
- 폭스바겐 ID.7[152][153]

##### 컨셉트 카
- BMW i 비전 디[154][155]
- 푸조 인셉션[156]
- 프로젝트 애로우[157]
- 아필라 프로토타입[158][159]
- 람 1500 REV[160][161]
- ZF 차세대 셔틀[162]
- 빈패스트 VF 6, VF 7, VF 8 & VF 9, 그리고 4개의 전기자전거 모델.

#### 2024년
CES 2024는 1월 9일부터 12일까지 개최되었다.

##### 양산차
- 빈패스트 VF 3

##### 컨셉트 카
- 빈패스트 VF 와일드
- LG 알파블
- 현대 모비온
- 기아 컨셉트 PV1
- 기아 컨셉트 PV5
- 기아 컨셉트 PV7
- 혼다 O 살롱
- 혼다 O 스페이스 허브
- 메르세데스-벤츠 컨셉트 CLA

#### 2025년
CES 2025는 1월 7일부터 10일까지 개최되었으며, 141,000명 이상이 참석했다. AI는 PC, 게이밍 및 로봇 공학을 포함하여 광범위하게 대표되었다. 공개된 다른 혁신으로는 리튬 프리, 종이처럼 얇은 셀룰로스 배터리와 혀를 속여 소금 맛을 느끼게 하는 숟가락이 포함된다. 헬스케어 기술에는 AI 자가 균형, 전방향 외골격(이동성용), 바늘 없는 주사 장치 및 원격 헬스케어를 제공하는 "박스형 진료소" 부스가 포함되었다. 다양한 컨셉트 카와 함께 샤오펑 에어로HT 육상 항공모함 조합 eVTOL 및 6x6 캐리어 밴이 공개되었다.

##### 양산차
- 아필라 1

##### 컨셉트 카
- 혼다 0 살롱
- 혼다 0 SUV

## 같이 보기
- IFA - 독일 베를린
- 세빗 - 독일 하노버
- CEATEC - 일본 지바시
- 모바일 월드 콩그레스 - 스페인 바르셀로나
- GITEX - 아랍에미리트 두바이
- 로스앤젤레스 오토쇼 - 미국 로스앤젤레스
- 북미 국제 오토쇼 - 미국 미시간
- 비바 테크놀로지 - 프랑스 파리